# Луппов, Александр Сергеевич
Александр Сергеевич Луппов (1936—1982) — советский игрок в хоккей с мячом. Мастер спорта СССР (1956). Мастер спорта СССР международного класса (1965).

## Биография
Заниматься хоккеем с мячом начал в 1950 году в Москве в школе «Динамо».
Вся игровая карьера прошла в составе московского «Динамо», за которое он выступал с 1952 по 1966 год. В 1960-х годах в связке с Виталием Даниловым был столпом обороны динамовцев.
На чемпионате мира 1965 года, который принимал СССР, был в составе национальной сборной и стал победителем турнира (2 игры).
Без отрыва от выступлений за «Динамо» окончил в 1961 году МАИ. В связи с работой на режимном предприятии, получил запрет на выезд из СССР, имея возможность выступить только на домашнем чемпионате мира 1965 года.
Работал инженером и заместителем начальника отдела КБ «Геофизика», имел несколько авторских свидетельств на различные изобретения.

## Достижения
«Динамо» (Москва)
 Чемпион СССР (4): 1960/61, 1962/63, 1963/64, 1964/65 

 Серебряный призёр чемпионата СССР (3): 1954, 1958/59, 1965/66 

 Бронзовый призёр чемпионата СССР (3): 1955/56, 1959/60, 1962 

 Обладатель Кубка СССР: 1954 

 Обладатель Кубка Москвы : 1953 

Сборная СССР
 Чемпион мира: 1965 

Личные
- В списке 22-х лучших игроков сезона (5): 1960, 1961, 1962, 1963, 1964
- Символическая сборная «Динамо»: 1967

## Государственные награды
- Орден «Знак Почёта» (1980)

### Комментарии
1. ↑  Количество игр и голов за клуб(ы) в высшем дивизионе чемпионатов СССР